# Frisland

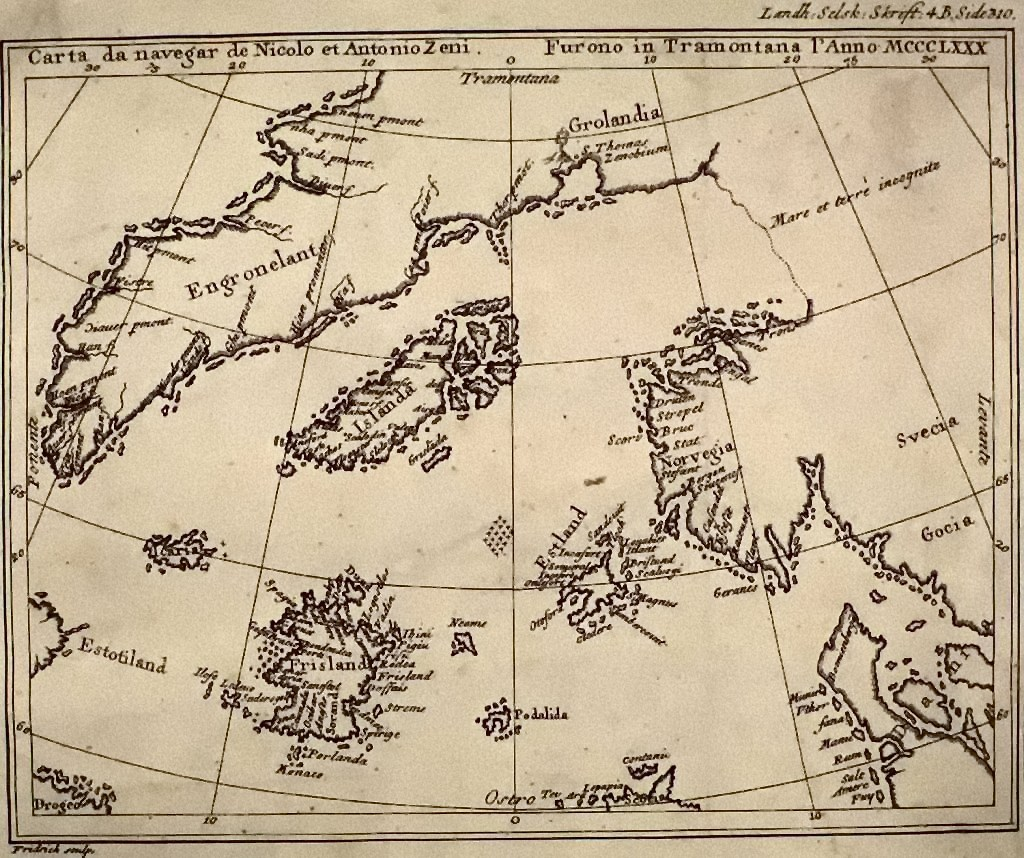
Frisland na mapě Nicolla Zena z roku 1558

Frisland, někdy také Friesland, Freezeland, Frislandia, a Fixland je přízračný ostrov, nacházející se na evropských středověkých mapách.

## Co stálo za vznikem
Frisland má na svědomí vzdělaný benátský občan Nicollo Zeno. Ten zjevně nesnesl pomyšlení, že Španělé předběhli Italy v dobývání světa. V roce 1558 proto vytáhl staré rodinné dokumenty, konkrétně mapu, kterou ukázal tehdejšímu papeži Pavlu IV. Ten když mapu viděl, všiml si, že na mapě je nějaký ostrov, který na žádných jiných mapách neviděl. Byl to Frisland. Zeno to odůvodnil papeži tak, že dva mořeplavci z rodiny Zenů se v roce 1205 vydali do Číny západní cestou přes Japonsko a Indii. Podle tehdejších zásad riskovali život, země byla tehdy považována za desku. Mořeplavcům Zenům se při plavbě postavil do cesty americký kontinent. Na americké půdě si Zenové mysleli, že jsou u cíle. Když však zjistili, že zdejší lidé nejsou mongoloidní rasa, zklamáni se vrátili zpátky. Cestou zpět narazili na ostrov Frisland. Podle Zenovy mapy ležel Frisland jižně od Islandu a měl zhruba stejnou rozlohu.

## Výpravy

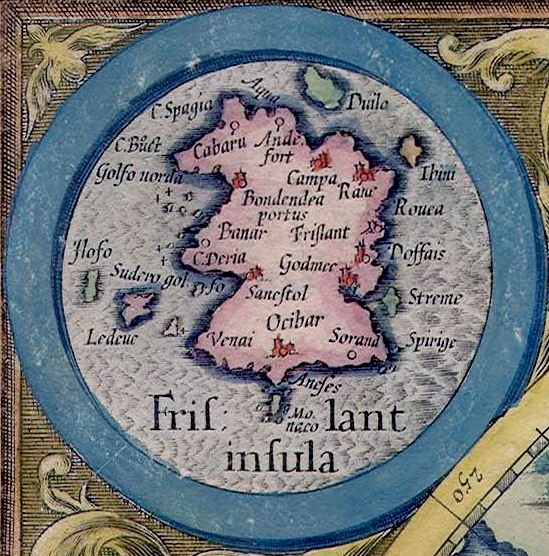
Frisland na mapě Gerharda Mercatora

Papež podvodníkovi uvěřil a všechny staré mapy na světě prohlásil za špatné a chybné. V Evropě se začaly uskutečňovat výpravy, které chtěly prozkoumat Frisland, najít na něm zlato, stříbro, potraviny, otroky a Frisland prohlásit za součást své země. Všechny výpravy však končily buď neúspěchem nebo záměnou Frislandu za Island. Organizátoři výprav si Zenovi stěžovali, že nepochodili. Zeno jim radil různě, jak dosáhnout úspěchu, vše však bylo marné. Někteří začali o existenci Frislandu pochybovat.

## Přiznání
Objevovali se však také lidé, kteří tvrdili, že na Frisland dorazili. Jako například anglický historik a teolog Peter Heylyn. Ten v roce 1659 o Frislandu podrobně vyprávěl ve své knize Kosmografie. Kniha začala opět povzbuzovat odvážné mořeplavce, aby Frisland našli. Heylynův úspěch okamžitě skončil následující rok. V roce 1660 se přiznal jeden ze Zenových vnuků, že Frisland je čistá fikce. Starý Nicollo Zeno se na smrtelné posteli přiznal vnukovi, že onu mapu jako malé dítě počmáral a potrhal. Toho později využil ve své nenávisti ke Španělům. Mapy byly tentýž rok označeny za neplatné a Frisland z nich byl vymazán. O několik let později byl Zenův vnuk zavražděn. Motiv a viník nejsou dosud známy, ale jako vrah je často označován Peter Heylyn. Dá se tak usuzovat, protože Zenův vnuk zničil Heylynovi přiznáním popularitu knihy.